# Ebikewenimo Welson
Ebikewenimo Welson (né le 22 novembre 1992) est un lutteur libre nigérian. Il est quatre fois médaillé aux Jeux du Commonwealth et deux fois médaillé aux Jeux africains.

## Carrière
Ebikewenimo Welson est médaillé d'argent dans la catégorie des moins de 55 kg aux Jeux du Commonwealth de 2010 à Delhi.
Il concourt ensuite dans la catégorie des moins de 57 kg. Il est médaillé d'or aux Championnats d'Afrique de lutte 2014 à Tunis puis médaillé d'argent dans la même catégorie aux Jeux du Commonwealth de 2014 à Glasgow, aux Championnats d'Afrique de lutte 2016 à Alexandrie et aux Championnats d'Afrique de lutte 2018 organisés à Port Harcourt, au Nigeria. Aux Jeux du Commonwealth de 2018 à Gold Coast, il obtient une médaille de bronze.
Il ne peut pas participer aux Championnats d'Afrique de lutte 2019 à Hammamet en raison d'une blessure. La même année, il dispute les Jeux africains de 2019 organisés à Rabat, au Maroc, remportant la médaille d'argent.
En 2021, Welson remporte une médaille d'or au tournoi de lutte Baraza Champion of Champions organisé à Yenagoa, dans l'État de Bayelsa, au Nigeria. Quelques mois plus tard, il participe au tournoi de qualification olympique de lutte d'Afrique et d'Océanie 2021 dans le but de se qualifier pour les Jeux olympiques d'été de 2020 à Tokyo, au Japon, sans succès.
Welson remporte la médaille d'argen aux Championnats d'Afrique de lutte 2022 organisés à El Jadida, au Maroc, ainsi qu'aux Jeux du Commonwealth de 2022 à Birmingham, en Angleterre,.

## Palmarès
| Année | Compétition            | Lieu          | Résultat | Catégorie    |
| ----- | ---------------------- | ------------- | -------- | ------------ |
| 2010  | Jeux du Commonwealth   | New Delhi     | 2e       | Libre -55 kg |
| 2014  | Championnats d'Afrique | Tunis         | 1er      | Libre -57 kg |
| 2014  | Jeux du Commonwealth   | Glasgow       | 2e       | Libre -57 kg |
| 2015  | Jeux africains         | Brazzaville   | 3e       | Libre -57 kg |
| 2016  | Championnats d'Afrique | Alexandrie    | 2e       | Libre -57 kg |
| 2018  | Championnats d'Afrique | Port Harcourt | 2e       | Libre -57 kg |
| 2018  | Jeux du Commonwealth   | Gold Coast    | 3e       | Libre -57 kg |
| 2019  | Jeux africains         | Rabat         | 2e       | Libre -57 kg |
| 2022  | Championnats d'Afrique | El Jadida     | 2e       | Libre -57 kg |
| 2022  | Jeux du Commonwealth   | Birmingham    | 2e       | Libre -57 kg |